# Кашикович, Драгиша
Драгиша Кашикович (серб. Драгиша Кашиковић / Dragiša Kašiković; 9 августа 1932 — 19 июня 1977) — американский и сербский писатель и публицист; монархист, представитель сербской политической эмиграции в США.

## Биография
Драгиша Кашикович родился 9 августа 1932 года в деревне Хаджичи под Сараево. Отец — Бранко Кашикович, мать — Невенка Ракич. Дед по отцовской линии — Никола Кашикович, главный редактор журнала «Босанска вила», который был одним из наиболее популярных изданий на сербском языке, издававшихся на стыке XIX и XX веков. Отец был зажиточным человеком, владел имуществом в Сараево, Белграде и Дубровнике.
В 1941 году после войны против Германии и развала Королевства Югославия семья перебралась в Белград, который находился тогда под властью коллаборационистов во главе с Миланом Недичем. После окончания школы Кашикович поступил на юридический факультет Белградского университета, однако был оттуда исключён за антикоммунистическую позицию. На её формирование повлияло то, что Кашиковичу стало известно о репрессиях со стороны коммунистов в отношении сербов с юго-востока Герцеговины в самом конце войны и после её окончания.
Кашикович ушёл учиться в Любляну, а в 1952 году за попытку незаконного пересечения границы был приговорён окружным судом Дубровника к 8 месяцам тюремного заключения. В 1955 году ему удалось выбраться в Австрию, где он жил два года, занимаясь тяжёлым физическим трудом. Вскоре он оказался в США с небольшой суммой наличных в кармане и поселился в Чикаго, где проживали многие представители четницкого движения и сторонники сербской монархии. Он стал редактором газеты «Слобода», которая была официальным печатным органом Сербской народной обороны. Своевременный приход Кашиковича на пост редактора, как оказалось, спас газету от закрытия.
В 1963 году Кашикович учредил литературный журнал «Данас» (серб. Данас) и сатирический журнал «Чичак» (серб. Чичак), а также занялся переводами публикаций с английского на сербский и стал вести свою радиопрограмму. В 1970 и 1975 годах он во время визитов Иосипа Броза Тито организовал акции протеста, обвиняя Тито в репрессиях против сербского населения в угоду другим жителям.
В Штатах Драгиша окончил университет; владел английским, немецким и французским языками. Его сожительницей и фактической супругой была Драгица Милошевич, у которой была дочь от предыдущего брака Иванка.

## Смерть
Драгиша Кашикович и его 9-летняя приёмная дочь Иванка Милошевич были убиты в ночь с 18 на 19 июня 1977 года в Чикаго. Убийство произошло в штаб-квартире газеты Слобода: тело Кашиковича было обнаружено рядом с печатной машинкой, ему нанесли 64 ножевых удара. Было установлено, что на крики прибежала его дочь, которой нанесли 54 ножевых удара. Тела мужа и дочери Драгица обнаружила около 7 часов утра. Драгиша был похоронен на кладбище монастыря Святого Саввы в Либертивилле (штат Иллинойс).
В организации убийства подозревалась югославская спецслужба УДБА. Один из представителей сербской эмиграции Неманья Еленич (серб. Немања Јеленић) под присягой заявлял, что организатором убийства был вице-консул Югославии в Чикаго Бранко Лакич (серб. Бранко Лакић), а его сообщником был Богое Панайотович (серб. Богоје Панајотовић) — бывший заключённый, который был завербован УДБА и перебрался в США, влившись в ряды Сербской народной обороны. При этом Панайотович в 1978 году проходил главным свидетелем обвинения по делу Николы Кавая, обвинявшегося в подготовке покушения на Иосипа Броза Тито. Однако убийство осталось нераскрытым, а обвинений никому так и не было предъявлено.

## Память
С 1994 года в Сербии вручается литературная премия Кашковича за выдающийся вклад в развитие журналистики, публицистики, сатиры и драматургии. Инициатором премии выступил издательский дом «Српска реч», руководителями которого тогда были Даница Драшкович и Александр Чотрич.

## Известные публикации
- Genocid u Hrvatskoj 1941–1945 (Геноцид в Хорватии 1941—1945)
- Spomenica Draži (Память о Драже)
- Poručnik Kavaja (Поручик Кавая)
- Dupljaci (Дупляци)
- Partija te tuži, Partija ti sudi (Обвиняет тебя партия, судит тебя партия)